# 2510 Shandong
2510 Shandong (1979 TH) là một tiểu hành tinh vành đai chính được phát hiện ngày 10 tháng 10 năm 1979 bởi Đài thiên văn Tử Kim Sơn ở Nanking.